# Holbav (gmina)
Holbav – gmina w Rumunii, w okręgu Braszów. Obejmuje tylko jedną miejscowość Holbav. W 2011 roku liczyła 1309 mieszkańców. 